# Podman
Podman es una herramienta de administración de contenedores de código abierto compatible con Open Container Initiative (OCI) desarrollado por Red Hat, destinado a manejar contenedores, imágenes, volúmenes y pods en el sistema operativo Linux con soporte para Mac OS y Microsoft Windows a través de una máquina virtual. Basado en la biblioteca libpod, ofrece una API para la gestión del ciclo de vida de contenedores, pods, imágenes y volúmenes. La API es idéntica a la API de Docker. Podman Desktop ofrece una alternativa a Docker Desktop.